# Villeneuve-le-Roi

Położenie Villeneuve-le-Roi w ramach aglomeracji paryskiej

Villeneuve-le-Roi – miejscowość i gmina we Francji, w regionie Île-de-France, w departamencie Dolina Marny. Przez miejscowość przepływa Sekwana. 
Według danych na rok 1990 gminę zamieszkiwało 20 325 osób, a gęstość zaludnienia wynosiła 2420 osób/km² (wśród 1287 gmin regionu Île-de-France Villeneuve-le-Roi plasuje się na 141. miejscu pod względem liczby ludności, natomiast pod względem powierzchni na miejscu 461.).